# Voynichev rukopis
Voynichev rukopis (manuskript) je misteriozna ilustrirana knjiga nepoznatog sadržaja, a napisao ju je prije nekih 600 godina nepoznati autor na nepoznatom jeziku.
Od njezina otkrića 1914., ova knjiga bila je objekt intenzivnog proučavanja mnogih kriptografa, uključujući neke od vrhunskih američkih i britanskih vojnih kriptografa. Nitko od njih nije uspio dešifrirati niti jednu jedinu riječ knjige. Knjiga je postala sveti gral kriptografa i povjesničara.
Knjiga je dobila naziv po američkom trgovcu knjigama, poljsko-litvanskog podrijetla Wilfrid M. Voynich, koji ju je pronašao 1912.
Nepoznati autor je nepoznatim pismom napisao rukopis na 272 stranice. Tekst je pisan ptičjim perom, s lijeva na desno, a autor je koristio abecedu koja je imala 20-30 distinktivnih znakova. Analizirajući kvalitetu pisanja (brzinu, trud i krivulje), potvrđeno je da je autor pisao s lakoćom, tj. nije koristio nikakve reference za pisanje, što upućuje na to da je misteriozno pismo autoru bilo blisko. Nakon prvog spomena rukopisa u 17. stoljeću prošlo je 200 godina tišine kada ju je od jezuita otkupio Wilfrid Voynich. Nakon pronalaska, prolazeći kroz ruke još nekoliko nasljednika, misteriozni je rukopis završio u posjedu sveučilišta Yale.

## Vanjske poveznice
- Voynichev rukopis od Beinecke Rare Book and Manuscript Library at Yale University
- Voynichev rukopis online pri Archive.org
- René Zandbergen web site o Voynichevom rukopisu
- Nick Pelling's research site
- Voynichev rukopis na Curlie
- Nature news article: World's most mysterious book may be a hoax A summary of Gordon Rugg's paper directed towards a more general audience
- Gordon Rugg, "The Mystery of the Voynich Manuscript", Scientific American,  June 21, 2004
- Antoine Casanova, "méthodes d’analyse du langage crypté : Une contribution à l’étude du manuscrit de Voynich"  Arhivirana inačica izvorne stranice od 12. svibnja 2016. (Wayback Machine), 'Université PARIS VIII',  19 mars 1999
- Inside the Voynich manuscript  Arhivirana inačica izvorne stranice od 11. rujna 2011. (Wayback Machine) by Henry Berg, Bravado Forlag, (2011)